# Erhard Mettler

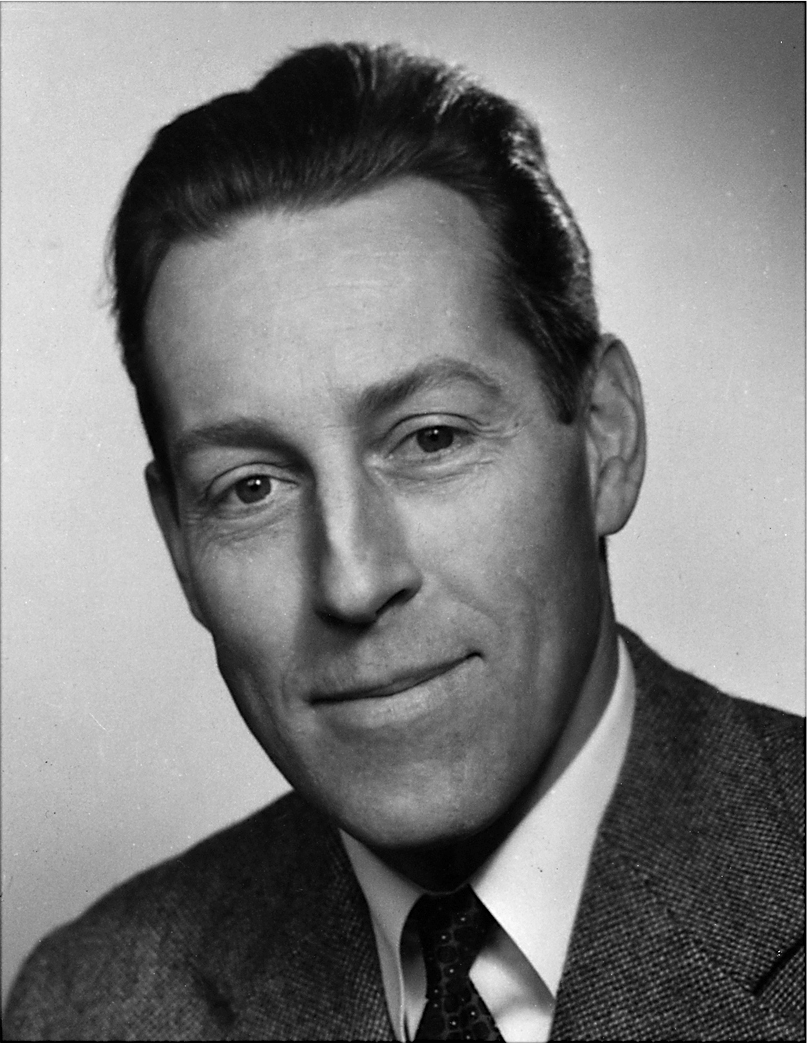
Erhard Mettler

Karl Erhard «Eri» Mettler (* 20. April 1917 in St. Gallen; heimatberechtigt ebenda; † 25. August 2000 in Zürich) war ein Schweizer Erfinder und Unternehmer.

## Jugend und Ausbildung
Erhard Mettler entstammte als Zweitjüngster von vier Geschwistern einem Zweig der Textilindustriellen-Familien Mettler in St. Gallen. Sie wuchsen in einem privilegierten Haushalt auf dem Rosenberg auf. Erhard war kein guter Schüler. Dagegen bekundete er grosses Interesse an der Technik. So bastelte er einen Radioempfänger, steuerte Segelflugzeuge per Funk und zerlegte einen alten Sportwagen der Familie. Im Alter von zwölf Jahren trat er ins Landerziehungsheim im Schloss Glarisegg in Steckborn ein, welches von Reformpädagogen geführt wurde. Die dort eingeführte ganzheitliche Pädagogik zur Entwicklung selbständigen Lernens und Handelns erlaubte Erhard die Weiterentwicklung seiner praktischen Begabungen. In den theoretischen Fächern bekundete er jedoch Mühe, sodass er mit 16 Jahren dieses Gymnasium verliess. Ein daraufhin erstelltes psychologisches Gutachten erkannte seine Fähigkeiten als Konstrukteur, Erfinder und Geschäftsmann nicht. Er absolvierte eine Lehre als Feinmechaniker in Winterthur. Nach geleistetem Militärdienst, zuletzt als Miliz-Offizier, trat er am Institut für Technische Physik der ETH Zürich unter der Leitung von Fritz Fischer eine Stelle als Feinmechaniker an. Dort konnte er am Eidophor-Projekt mitarbeiten. Es folgte 1941 eine Anstellung bei Wild Heerbrugg, wo er zum Auslandmonteur ausgebildet wurde. Er lernte mit Messinstrumenten umzugehen und fand mannigfache technische Anregungen. Um sich auf eine erfolgreiche Laufbahn vorzubereiten, besuchte er anschliessend die Handelsschule Reber in Zürich, wo er kaufmännische Kenntnisse erwarb.

## Unternehmer
Mettler suchte die berufliche Selbständigkeit. Durch die Vermittlung eines Freundes konnte er ein Chemielaboratorium der ETH Zürich kennen lernen. Insbesondere studierte er die dort verwendeten Apparate und Messinstrumente. Er stellte fest, dass die verwendeten Waagen veraltet und teuer waren. Es handelte sich um Zweischalenwaagen mit drei Schneiden (Lagern) und auflegbaren Gewichten. Die Gründung seiner E. Mettler Präzisionsapparate erfolgte 1945 in Küsnacht. Weil die Industrie Deutschlands kurz nach dem Zweiten Weltkrieg geschwächt war, sah Mettler die kurzfristige Chance, mit verbesserten Geräten neu in den Markt einzusteigen. Bereits hatte er das Prinzip einer Substitutionswaage mit nur einer Schale und zwei Schneiden konzipiert. Zusammen mit einem Teilzeitmitarbeiter studierte er Beschreibungen von Konkurrenzprodukten und Patentliteratur. Gegenüber bestehenden Techniken führten sie verschiedene Neuerungen ein. Für die Schneiden (Lager) wurde synthetischer Saphir verwendet. Eine Halbarretierung des Waagebalkens und Dämpfungsvorrichtungen verbesserten den Wägevorgang. Das Wägeergebnis als Resultat der abgehobenen Gewichte wurde optisch respektive digital angezeigt. Ende 1946 waren zwei Prototypen der neuen Waage vorhanden. Für eine erste Serie von 100 Waagen wurde das Material eingekauft. Für die Fertigung standen nur beschränkt Maschinen zur Verfügung. Die ersten Waagen versuchte Mettler bedeutenden Basler Chemieunternehmen zu verkaufen. Die Einkäufer trauten dem Jungunternehmen noch nicht. Deshalb visierte Mettler stattdessen kleinere Schweizer Chemieunternehmen an, bei welchen der Geschäftsführer auch selbst Chemiker war. Nach Erklärung der Vorzüge seiner Waagen befragt, liess Mettler eine Waage zur Erprobung beim potentiellen Kunden. Mit dieser Verkaufsmethode war er oft erfolgreich. Früh wurden Auslandvertretungen gegründet, so in den Niederlanden und den USA über Fisher Scientific.
Der Absatzerfolg der Mettler-Waagen erforderte neue Produktionsstätten in Stäfa, dann in Uznach und Investitionen in den Maschinenpark. Mitte der 1950er Jahre wurden Mettler-Waagen bereits in 75 Ländern verkauft. Neben den ursprünglichen Analysewaagen lancierte Mettler schon 1952 eine Microwaage mit einer Ablesegenauigkeit von einem Millionstel Gramm. Auch Präzisionswaagen mit etwas geringerer Auflösung wurden entwickelt und ins Fabrikationsprogramm aufgenommen. Weil die Konkurrenz jahrelang keine Analysewaagen nach dem Substitutionsprinzip anbot, konnte Mettler in diesem Bereich eine weltweit führende Marktstellung aufbauen. Zusätzlich wurden technische Waagen für den industriellen Einsatz ausserhalb von Labors in das Sortiment aufgenommen. Der nächste bedeutende Entwicklungsschritt war 1973 die Entwicklung und Einführung der weltweit ersten elektronischen Präzisionswaagen. Die Handhabung war denkbar einfach: einschalten, auflegen und ablesen. Die deutsche Eichbehörde PTB erteilte dafür 1974 die Zulassung in der weltweit höchsten Genauigkeitsklasse.
Mettler entschied sich 1980 als Alleinaktionär, sein Unternehmen an Ciba-Geigy in Basel zu verkaufen. Zu diesem Zeitpunkt arbeiteten 2200 Beschäftigte für das Unternehmen. Zum Dank an die rund 1100 Mitarbeiter der Schweizer Mettler-Unternehmen verteilte er an sie 20 Millionen Franken.
Nach dem Ausscheiden ihres Gründers kaufte das Unternehmen Mettler AG 1989 die Toledo Scale Corporation in Columbus (Ohio). Daraus entstand die börsenkotierte Aktiengesellschaft Mettler Toledo AG, welche bei mehreren Waagentypen Weltmarktführer ist.

## Patente
Mettler war Erfinder oder Miterfinder bestimmter Waagentypen:
- US Patent 2648534: Analytical Balance (Substitutionswaage). In: patents.google.com. Abgerufen am 26. September 2022.
- US Patent 2902272A: Laboratory balance. In: patents.google.com. Abgerufen am 26. September 2022.
- US Patent 4149605: Scale with digital display. In: patents.justia.com. Abgerufen am 26. September 2022.

## Weitere Tätigkeiten
Verwaltungsrat der Lindt &  Sprüngli AG, der Schweizerischen Kreditanstalt und des Landerziehungsheims Glarisegg.

## Ehrung
1968 wurde er Ehrendoktor der ETH Zürich.

## Privat
Mettler war zuerst mit Rosmarie Grauer und später mit Mary Lou Pavao verheiratet. Aus erster Ehe hatte er eine Tochter und einen Sohn.